# Julius-Hirsch-Preis
Der Julius-Hirsch-Preis ist eine vom Deutschen Fußball-Bund (DFB) gestiftete Auszeichnung. Der DFB ehrt damit Personen und Organisationen, die in besonderer Weise ihre gesellschaftliche Position nutzen, um sich für Freiheit, Toleranz und Menschlichkeit einzusetzen. Der Preis erinnert an das Schicksal des siebenfachen deutschen Nationalspielers Julius Hirsch, der 1933 wegen seiner jüdischen Herkunft aus seinem Verein, dem Karlsruher FV, ausgeschlossen und 1943 im KZ Auschwitz ermordet wurde.
Der Preis wurde am 13. September 2005 ins Leben gerufen. Anlass war die Vorstellung einer historischen Untersuchung „Fußball unterm Hakenkreuz“ durch Nils Havemann, die sich mit der Rolle des DFB in der Zeit des Nationalsozialismus auseinandersetzt. Mit der Stiftung des Julius-Hirsch-Preises möchte der DFB nicht nur der Opfer gedenken, sondern auch ein Zeichen für die Unverletzbarkeit und der Würde des Menschen setzen. Die Vision entstand durch den jüdischen Fußball-Pionier Walther Bensemann, der auch Gründungsmitglied des Deutschen Fußball-Bundes war – „Menschen und Völker sollten durch den Fußball verbunden werden und Frieden stiften“.
Der Preis ist mit insgesamt 20.000 Euro dotiert und wird anteilig, je nach Platzierung, an die drei Preisträger verteilt. Den ersten Preisträger bestimmte das Präsidium des DFB. Seitdem entscheidet eine Jury über die Verleihung des Preises, der bekannte Persönlichkeiten aus Sport, Kirche, Politik und Gesellschaft angehören.
Seit 2009 gibt es zudem einen Ehrenpreis für Personen aus dem öffentlichen Leben, die sich aus Sicht der Jury durch ihr Verhalten oder Schaffen als besonders antidiskriminierend herausgestellt haben.

## Preisträger
2005
- FC Bayern München für die Veranstaltung des „Match of Peace“ zwischen seinem U17-Team und einer israelisch-palästinensischen Jugendauswahl des Peres Center for Peace.

2006
- Dem Ball is’ egal wer ihn tritt e. V. aus Gelsenkirchen für die Organisation von antirassistischen Straßenfußball-Turnieren während der WM 2006 und den Einsatz gegen Rassismus und Fremdenfeindlichkeit an Schulen.
- Fan-Projekt Dortmund e. V. für die Aktion „Kick racism out“ während der WM 2006 und die Gründung eines Lernzentrums für benachteiligte Jugendliche.

2007
- Eichenkreuz Nürnberg, die Sportarbeit der Evangelischen Jugend, für den „1. Friedenslauf 2007“ und den „Streetsoccer Cup“.
- TuS Plettenberg für den „Julius-Hirsch-Cup 2007“.
- Sonderpreis für das DSC-Fanprojekt e. V. vom Dresdner SC.

2008
- Dürener Initiative „Fußballvereine gegen RECHTS“, u. a. mit dem Projekt „Schild gegen Rassismus und Gewalt“.
- Leipziger Faninitiative „Bunte Kurve“ gegen Rassismus, gegründet nach fremdenfeindlichen Beschimpfungen gegen Adebowale Ogungbure.
- Bremer Antidiskriminierungskampagne von Werder Bremen gemeinsam mit Fanprojekten.

2009
- Die Initiative „Löwenfans gegen Rechts“ aus München, engagiert sich im Stadion, im Internet und ihrem Magazin „Löwenmut“ gegen Diskriminierung, Ausgrenzung, Fremdenfeindlichkeit, Antisemitismus, Sexismus und Homophobie rund um den Fußball.
- Der Verein Hintertorperspektive e. V. aus Jena, bietet Projekt- und Informationsnachmittage zur Aufklärung über Fremdenfeindlichkeit und Rassismus in Schulen und Jugendzentren an, vermittelt sogenannte „Fanpatenschaften“ für Aussiedler und Migranten.
- Das Fanprojekt Hannover als Mitglied und Berater des Arbeitskreises „96-Fans gegen Rassismus“, Konzept zur Integration von Jugendlichen mit Migrationshintergrund in die Stadien in Kooperation mit der Universität Hannover, Jugendzentren und Polizei.

2010
- Der SV Blau-Weiß Sedlitz, der seit seiner Neugründung vor zwanzig Jahren einen intensiven Dialog mit dem örtlichen Asylbewerberheim führt und sich bei mehreren Initiativen gegen Rechtsextremismus engagiert.
- Der Sportverein Roter Stern Leipzig, der sich gegen jede Diskriminierung aufgrund von Geschlecht, Herkunft oder sexueller Präferenz einsetzt.
- Der SV 06 Lehrte für sein umfangreiches Wirken, das ein Werben für Organspende, Integrationsarbeit in den Jugendabteilungen sowie schulische Nachhilfe und ein Bewerbungstraining umfasst.

2011
- Jugendinitiative „Spiegelbild“ des Aktiven Museums Spiegelgasse in Wiesbaden, Ausstellung „Kicker, Kämpfer und Legenden – Juden im deutschen Fußball“ und Projekt „Spurensuche am Ball“ mit Wiesbadener Hauptschülern.
- „Gräfenberger Sportbündnis“ aus acht Fußballvereinen gegen Aufmärsche von Neonazis in Gräfenberg.
- Fanclub „DoppelPass“ des SV Waldhof Mannheim, Aktionen gegen rechte Propaganda, z. B. Banner „Stimmung gegen Rassismus“ im Stadion und Radiosendung „DoppelPass on Air“.

2012
- 1. Preis: Fanprojekt des 1. FC Kaiserslautern mit einem Veranstaltungsprogramm und einer Stadionchoreografie als Reaktion auf antisemitische Äußerungen gegen den israelischen Nationalspieler Itay Shechter.
- 2. Preis: Initiative des Berliner Polizeiabschnitts 22, der mit jugendlichen Hertha-Fans das Konzentrationslager Auschwitz besuchte.
- 3. Preis: Zwei Fanklubs und das Fanprojekt von Eintracht Frankfurt, die eine Reise nach Auschwitz unternahmen und ein Film-, Musik- und Lesungsprogramm in Erinnerung an den Holocaust durchführten.

2013
- 1. Preis: Der Sport- und Jugendclub Hövelriege für die Ausgestaltung einer Vereinsfahrt 2012 zu Gedenkstätten in den griechischen Orten Kalavrita und Distomo, in denen es 1943 und 1944 zu Massakern durch Soldaten der deutschen Wehrmacht und der SS gekommen war.
- 2. Preis: Ultras Nürnberg und 1. FC Nürnberg, Erinnerung an den jüdischen Club-Trainer Jenő Konrád mit einer Stadion-Choreografie.[1]
- 3. Preis: SC Heuchelhof aus Würzburg, Begleitprogramm zu der Ausstellung „Kicker, Kämpfer und Legenden – Juden im deutschen Fußball“.

2014
- 1. Preis: Ultragruppe Schickeria des FC Bayern München zur Erinnerung an das Lebenswerk Kurt Landauers.[2]
- 2. Preis: Borussia Dortmund, die Fan- und Förderabteilung des Vereins, das Fan-Projekt Dortmund e. V. sowie die Mahn- und Gedenkstätte Steinwache für ein Projekt, das den Besuch der polnischen Gedenkstätten in Zamość, Lublin, Belzec, Majdanek und Sobibór beinhaltete, wo man sich auf die Spurensuche von 800 Dortmunder Juden begab, die 1942 deportiert worden waren.
- 3. Preis:  Volkshochschule der Stadt Roth für das Veranstaltungsprogramm „Roth ist bunt“ rund um die Ausstellung „Kicker, Kämpfer und Legenden“ über die Geschichte des jüdischen Fußballs in Deutschland.

2015
- 1. Preis: Supporters Crew SC Göttingen 05 e. V. für das Engagement zur Erinnerung an verbannte jüdische Mitglieder.
- 2. Preis: VfB für Alle e. V. Oldenburg für die Faninitiative, sich gegen alle Formen von Diskriminierung und für Flüchtlinge einzusetzen.
- 3. Preis: Streetwork Fanprojekt Halle (Saale) für seine regelmäßigen Fanreisen zur Gedenkstätte Auschwitz und nach Israel.

2016
- 1. Preis: Fanladen St. Pauli für die Aktionswoche „Kein Fußball den Faschisten“.
- 2. Preis: Fußballfans gegen Homophobie für positive Fankultur rund um den Verein Tennis Borussia Berlin.
- 3. Preis: Willibald-Gluck-Gymnasium Neumarkt in der Oberpfalz und Schwarzachtal-Schule in Berg bei Neumarkt für die Projektwoche „Abpfiff: Rassismus im Fußball … nicht mit uns!“

2017
- 1. Preis: Schalker Fan-Initiative e. V. als „herausragendes Beispiel für die vielen positiv und nachhaltig wirkenden Fangruppen im Land“ sowie „für das enorme zivilgesellschaftliche Engagement im Fußball insgesamt“.
- 2. Preis: Leipziger Verein „Tüpfelhausen – Das Familienportal“ für sein jährlich durchgeführtes internationales und interkulturelles Fußballbegegnungsfest.
- 3. Preis: Internationales Frauenfußball-Turnier und Kulturfestival „Discover Football“ in Berlin.

2018
- 1. Preis: SC Aleviten Paderborn für das Projekt „Wege der Erinnerung“, dass laut DFB-Präsident Grindel besonders merkenswert sei, weil „sich Aleviten dem Kampf gegen Antisemitismus in unserer Gesellschaft widmen“.
- 2. Preis: Hertha BSC für Gedenkstättenfahrten mit Hertha-Fans und gemeinsame Bildungsfahrten nach Auschwitz mit den U 15-Spielern der Hertha und dem FC Liverpool.
- 3. Preis: Fanprojekt „AG Erinnerungsorte Bochum“ für die Broschüre „1938 – nur damit es jeder weiß“, die einen Tag vor der Feier zum 80. Gründungstag des VfL Bochum erschien.

2019
- 1. Preis: FC Ente Bagdad für seine aktive Beteiligung an der Initiative „!Nie Wieder – Erinnerungstag im deutschen Fußball“, die jedes Jahr in Stadien und auf Fußballplätzen rund um den 27. Januar an die Befreiung des Konzentrationslagers Auschwitz im Jahr 1945 erinnert.
- 2. Preis: Johann-Friedrich-von-Cotta-Schule und das Kickers-Fanprojekt in Stuttgart für ein gemeinsames Projekt, bei dem sich seit 2017 Schüler und Fans in Workshops, Exkursionen und Gedenkveranstaltungen auf die Spuren jüdischer Pioniere in Stuttgart begeben.
- 3. Preis: Gemeinschaftsprojekt des VfL Osnabrück, des VfL-Museums, der Fanabteilung des Zweitligisten, des Fanprojekts Osnabrück und der Ultragruppe „Violet Crew 2002“ für die Erinnerung an den jüdischen Spielausschussobmann und Mäzen Felix Löwenstein, der 1935 aus dem Verein ausgeschlossen worden war und 1945 bei einem sogenannten „Todesmarsch“ aus dem Konzentrationslager Neuengamme starb.

2020
- 1. Preis: HAWAR.help e. V., Berlin für sein Projekt „Scoring Girls“, in dem seit 2016 in Köln Fußballtrainings und begleitende Programme für Mädchen mit und ohne Fluchterfahrung angeboten werden. Die Leitung hat die ehemalige Bundesligaspielerin Tuğba Tekkal.
- 2. Preis: Spirit of Football e. V. mit dem Kooperationspartner Erinnerungsort Topf & Söhne. Unter dem Titel „Fairplay?! Damals, heute, auf dem Platz und im Alltag“ bietet der Verein Integrationskurse für Schüler und geflüchtete Menschen an. Mit jüdischen Fußballerbiografien wird Geschichtsvermittlung zum Holocaust mit fußballspielerischen Elementen verbunden.
- 3. Preis: TSG Akademie, Hoffenheim mit dem 2018 veröffentlichten Kurzfilm „Zahor – erinnere dich“, Gemeinschaftsprojekt der Akademie des TSG 1899 Hoffenheim und Centropa Deutschland. Der Film erzählt die Geschichte der Holocaust-Überlebenden Heinz und Manfred Mayer aus Hoffenheim. Sprecher ist Ilay Elmkies, israelischer Nationalspieler der TSG Hoffenheim.

2021
- 1. Preis: Das Eintracht Frankfurt Museum, seit 2007 im Stadion des Fußballklubs angesiedelt, hat die Geschichte des Vereins in den Jahren der Zeit des Nationalsozialismus methodisch ergründet. Zur Erinnerungsarbeit, hinter dem ein Förderverein mit 750 Mitgliedern steht, zählen Stolperstein-Verlegungen und Spurensuchen.
- 2. Preis: Der Verein Gesellschaftsspiele e. V. aus Berlin unterstützt Initiativen und Projekte vielfältiger Art. Er wurde 2020 bereits mit dem Fanpreis der Deutschen Akademie für Fußballkultur ausgezeichnet.
- 3. Preis: Fußballklub SC Victoria Wittenberg für sein erfolgreiches Wirken, Menschen mit einer Zuwanderungsgeschichte aufzunehmen.

2022
- 1. Preis: Der SV Blau-Weiß Grana aus einem Ortsteil der Gemeinde Kretzschau im Burgenlandkreis setzt sich seit Jahren für die Integration von geflüchteten und sozial benachteiligten Menschen ein. In der ersten Mannschaft des Kreisligisten sind Spieler aus zwölf Nationen. Überregional bekannt wurde Blau-Weiß Grana durch die vierteilige MDR-Dokumentation von Vera Weber „They call us Ausländerteam“.[8]
- 2. Preis: Das Bildungsnetzwerk Lernort Stadion e. V. aus Berlin unterbreitet Bildungsangebote für Jugendliche in Fußballstadien. An 24 Lernorten werden bundesweit im Umfeld sozialpädagogischer Fanprojekte, Profiklubs und Stadien verschiedene Projekte in den Bereichen Teilhabe, Vielfalt und Extremismusprävention durchgeführt.
- 3. Preis: „Netzwerk Erinnerungsarbeit (Netz E)“, ein Zusammenschluss von Fans, Mitarbeitern und Organisationen des Hamburger SV, für seine Erinnerungsarbeit. Seit 2016 wird die NS-Geschichte im Zusammenhang mit dem HSV aufgearbeitet und sich mit dem Thema Diskriminierung im Verein und innerhalb seiner Fanszene auseinandergesetzt.

2023
- 1. Preis: Gemeinsam für den Chemnitzer Stadtteilverein Athletic Sonnenberg, der sich für Antidiskriminierung und Diversität einsetzt, sowie den ebenfalls in Chemnitz ansässigen ASA-FF e.V., der sich gegen Rassismus und Rechtsradikalismus einsetzt und Ausstellungen, Workshops und Gespräche rund um den Sport und seine politischen Aspekte organisiert.
- 2. Preis: Der Frankfurter Traditionsverein SG Bornheim 1945 Grün-Weiss unterstützt Kinder durch Hausaufgaben, bietet Sprachkurse für Eltern und macht Projekte mit unbegleiteten minderjährigen Geflüchteten, in denen er diesen Sportangebote unterbreitet und zum Beispiel bei der Suche nach Ausbildungsplätzen hilft.
- 3. Preis: Der jüdische Sportverband Makkabi Deutschland mit bundesweit 37 Ortsvereinen arbeitete im Präventionsprojekt Zusammen1 gegen Antisemitismus im und jenseits des Sports.

2024
- 1. Preis: Die IVF Leipzig (Initiative für mehr gesellschaftliche Verantwortung im Breitensport-Fußball), ein Projekt der AG Bildung e. V. aus Sachsen, die sich seit 2009 für Bildungsarbeit im sächsischen Fußball engagiert und dabei Vielfalt, Gleichberechtigung und Teilhabe thematisiert. Mit dem Projekt „Ein Verein für Alle“ fördert sie langfristig eine offene und vielfältige Vereinskultur.[12]
- 2. Preis: Der Verein „Blau-Weiss statt Braun“ (BWsB), der 2000 von Fans des Karlsruher SC als Reaktion auf den Versuch der rechtsradikalen Szene, im Klub Fuß zu fassen, gegründet wurde und mit seiner Informations- und Aufklärungsarbeit für Toleranz und Gewaltfreiheit unter Fußballfans wirbt.
- 3. Preis: Der Verein Hertha Bonn, bei dem geflüchtete Jugendliche aus 17 verschiedenen Nationen miteinander Fußball spielen und der Trainer Bildkarten entwickelt hat, auf denen sie zum Beispiel erkennen können, wann sie einen Ball stoppen sollen oder wann es in die Pause geht.

## Ehrenpreisträger
- 2009: Giovanni di Lorenzo
- 2010: Angelika Ribler
- 2011: Thomas Hitzlsperger
- 2013: Ronny Blaschke
- 2014: Mario Bendel
- 2018: Leonardo Albajari[13]
- 2019: Die Toten Hosen
- 2020: Oded Breda
- 2023: Christian Streich

## Jury
Der Jury des Julius-Hirsch-Preises gehören (Stand: 2025) folgende Personen (in alphabetischer Reihenfolge) an:
- Otto Addo, Trainer der ghanaischen Fußballnationalmannschaft, Gründer der Initiative „ROOTS – Against Racism in Sports“
- Dunja Hayali (ZDF-Moderatorin)
- Julia Hirsch (Urenkelin von Julius Hirsch)
- Charlotte Knobloch (ehemalige Vorsitzende des Zentralrats der Juden in Deutschland)
- Marc Lenz (Geschäftsführer DFL Deutsche Fußball Liga)
- Bernd Neuendorf (DFB-Präsident, Vorsitzender der Jury)
- Angelika Ribler (Psychologin und Sportwissenschaftlerin, Ehrenpreisträgerin 2010)
- Célia Šašić (DFB-Vizepräsidentin für Gleichstellung und Diversität)
- Eberhard Schulz (Sprecher der Initiative „!Nie Wieder“)
- Thomas Weikert (DOSB-Präsident)